# Jaruco
Koordinaten: 23° 3′ N, 82° 1′ W
Jaruco ist ein Municipio und eine Stadt in der kubanischen Provinz Mayabeque. Bis 2010 gehörte das Municipio zur aufgelösten Provinz La Habana.
Sie wurde 1762 von Spaniern als Ciudad Condal de San Juan Bautista de Jaruco gegründet und hat ca. 20.400 Einwohner (Stand: 2003). Die Stadt liegt landeinwärts auf halber Strecke zwischen der Hauptstadt Havanna und Matanzas im Nordwesten der Provinz. An Sehenswürdigkeiten gibt es den Parque Escaleras de Jaruco, einen landschaftlich interessanten Park.
Der Benediktinerorden bekam 2009 Jaruco von der kubanischen Regierung als Sitz für ein Kloster zugewiesen. Das zugewiesene Grundstück erwies sich jedoch als ungeeignet für einen Klosterneubau, so dass die Gemeinschaft weiterhin in Havanna ihren provisorischen Sitz hat (Stand: 2011).